# 万多马
万多马是葡萄牙波尔图区的一个堂区。总面积5.27平方公里，总人口2074人，人口密度393.5人/平方公里。